# 덕적층
덕적층(德積層, Deokjeok Formation)은 대한민국 경기 육괴 내 인천광역시 옹진군 덕적도 서북부, 선미도, 소이작도, 대이작도 북부에 분포하는 중생대 쥐라기 대동 누층군의 퇴적암 지층이다. 역암, 사암, 이암과 셰일로 구성되며 식물 화석이 산출된다. 

## 개요
덕적도 북서부 및 선미도 지역과 소이작도 북부, 대이작도 북서부 해안에 분포하는 퇴적암은 기존에 쥐라기 초의 대동 누층군과 트라이아스기의 저변성 퇴적암(slighltly-metamorphosed sedimentary rock)으로 보고되었으며 굴업도 지질도폭(2016)에서 덕적층으로 명명하였다.

### 퇴적 시기
김윤섭 외(2014)는 덕적층 사암을 관입하는 '화강암맥'(225±3 Ma; 트라이아스기 카르니안)와 능동자갈마당해변 북측의 역암에 포함된 변성사암의 저어콘 변성시기(255~266 Ma)를 근거로 덕적층의 퇴적시기를 2억 2500만 년 이전의 트라이아스기로 보았다.
덕적층의 퇴적 시기를 알아내기 위해 굴업도 지질도폭(2016) 조사 당시 소이작도 북동부의 저변성 사암(북위 37° 11′ 06″ 동경 126° 14′ 12″ / 북위 37.18509°  동경 126.23679° ), 덕적도 국수봉 인근에 위치한, 김윤섭 외(2014)가 '화강암맥'과의 경계부에 있는 흑색 세립사암(북위 37° 15′ 09″ 동경 126° 05′ 58″ / 북위 37.25240°  동경 126.09939° ), 능동자갈마당해변의 역암에 포함된 화산암 자갈(북위 37° 16′ 00″ 동경 126° 06′ 11″ / 북위 37.26670°  동경 126.10292° )에 대해 U-Pb 저어콘 연대측정을 실시하였다. 저어콘 분석치는 대부분이 227 Ma (저변성 사암), 221 Ma (흑색 세립사암), 188 Ma, 195.5±3.3 Ma, 227.6±5.6 Ma (능동자갈마당해변 역암)에 집중되어 이는 덕적층을 만든 퇴적물이 대부분 인접한 트라이아스기 화강암에서 유래되었으며 덕적층의 최대 퇴적시기는 188 Ma (쥐라기 전기 리아스 플리엔스바치안) 이후로 덕적층은 대동 누층군에 대비될 수 있다. 이는 김윤섭 외(2014)의 연구 결과와 상반되며 굴업도 지질도폭에서는 이 '화강암맥'이 흑색 세립사암과 교호하는 조립 응회질사암인 것으로 보았다,

## 암상
엄현우 외(2013)는 덕적도 북서부에 분포하는 덕적층을 저변성 퇴적암(low-grade metasedimentary rocks)으로 보았다. 이 암석은 변성사암 및 이암이 호층을 형성하며 변성역암과 흑연을 다량 함유한 흑색 점판암이 출현한다. 변성사암과 변성이암에는 사층리가 나타난다.
덕적도 지질도폭(2016)에 의하면 덕적층은 역암, 응회질사암, 이암이 수 센티미터에서 수 미터 두께로 교호한다. 덕적층 역암의 자갈은 주로 규암이고 화산암, 편마암, 편암, 화강암편을 소량 포함한다. 응회질사암은 암회색의 세립질사암과 담회색 내지 황회색을 띠는 중/조립질 사암이며, 응회질사암 사이에는 흑색 셰일이 협재되는데 여기서 식물 화석의 파편이 산출된다. 소이작도의 덕적층은 변성 정도가 높아 엽리가 발달하고 그 주향과 경사가 다양하게 발달하지만, 덕적도와 선미도의 덕적층은 변성 정도가 약하여 사층리와 같은 퇴적 구조가 관찰된다. 덕적도와 선미도의 덕적층의 주향은 북북서 내지 북북동 방향이며 동쪽으로 40~70° 경사한다. 지층의 두께는 약 500 m로 추정되나 주변의 암석들과 단층으로 접하고 있어 전체 두께는 알 수 없다.

## 같이 보기
- 대동 누층군
- 인천광역시의 지질
- 덕적도